# Transmissió robotitzada

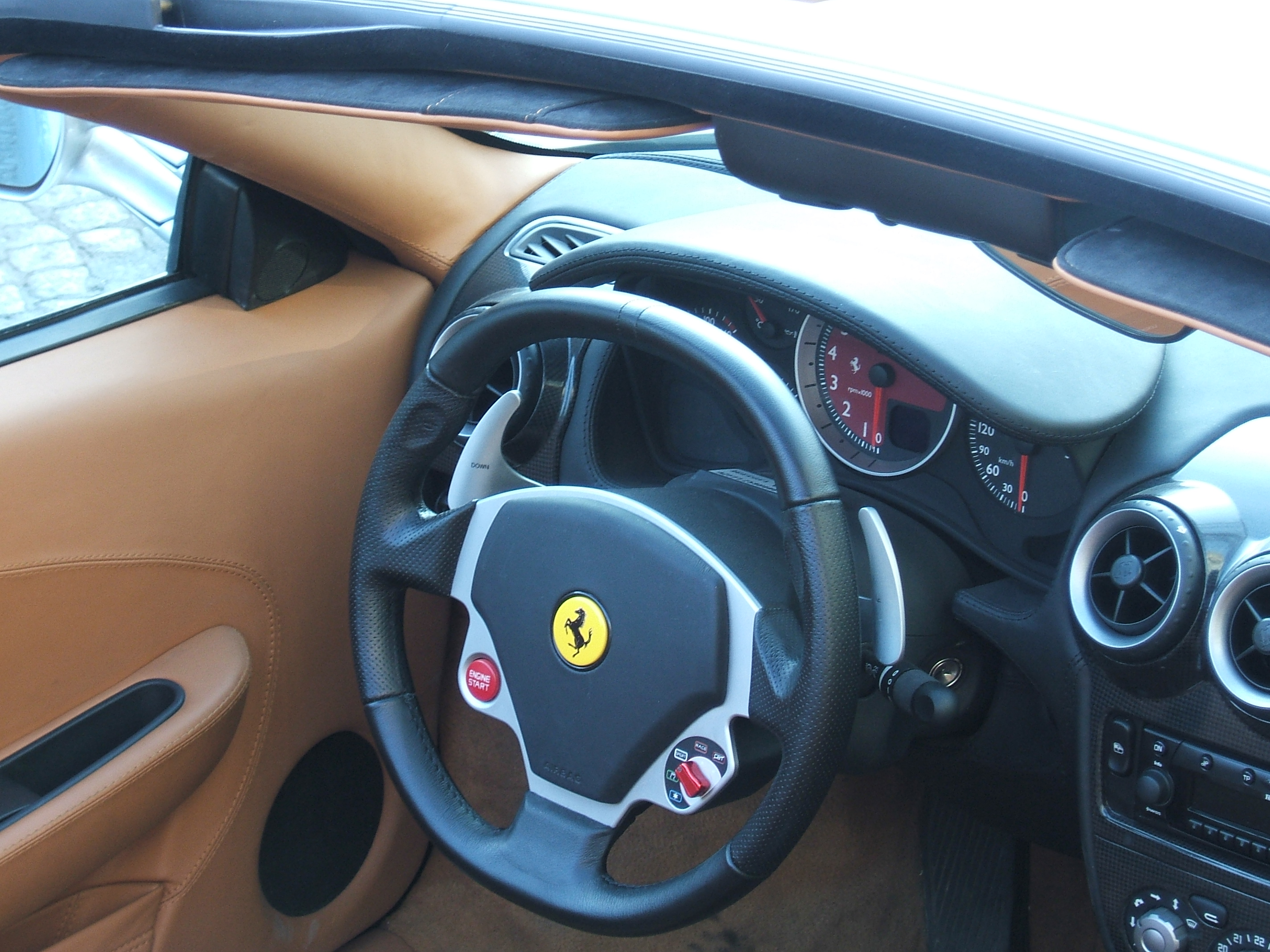
Les palanques del canvi de marxes al volant d’un Ferrari F430.

La caixa de canvis robotitzada, també coneguda com a transmissió manual automatitzada (AMT), és un tipus de transmissió de múltiples marxes per a vehicles, que es basa estretament en el disseny i la construcció mecànica d’una transmissió manual convencional, però utilitza un procediment d'automatització per accionar l'embragatge i/o el canvi de marxes.
El nom deriva de "robotització", o substitució dels accionaments manuals d’una caixa de canvis manual normal, per accionaments automàtics. Per extensió, fins i tot les caixes de canvis dissenyades originalment per ser accionades per actuadors automàtics però amb una mecànica similar a les caixes de canvi manuals també es consideren robotitzades. Per exemple, la caixa de canvis d'embragatge dual, abreujada com DTC, es pot considerar una variant de la robòtica.
Cal distingir la caixa de canvis robotitzada, de la caixa de canvis automàtica clàssica, ja que des del punt de vista mecànic és un dispositiu totalment diferent, tot i que la funció que duen a terme, és la mateixa.

## Funcionament

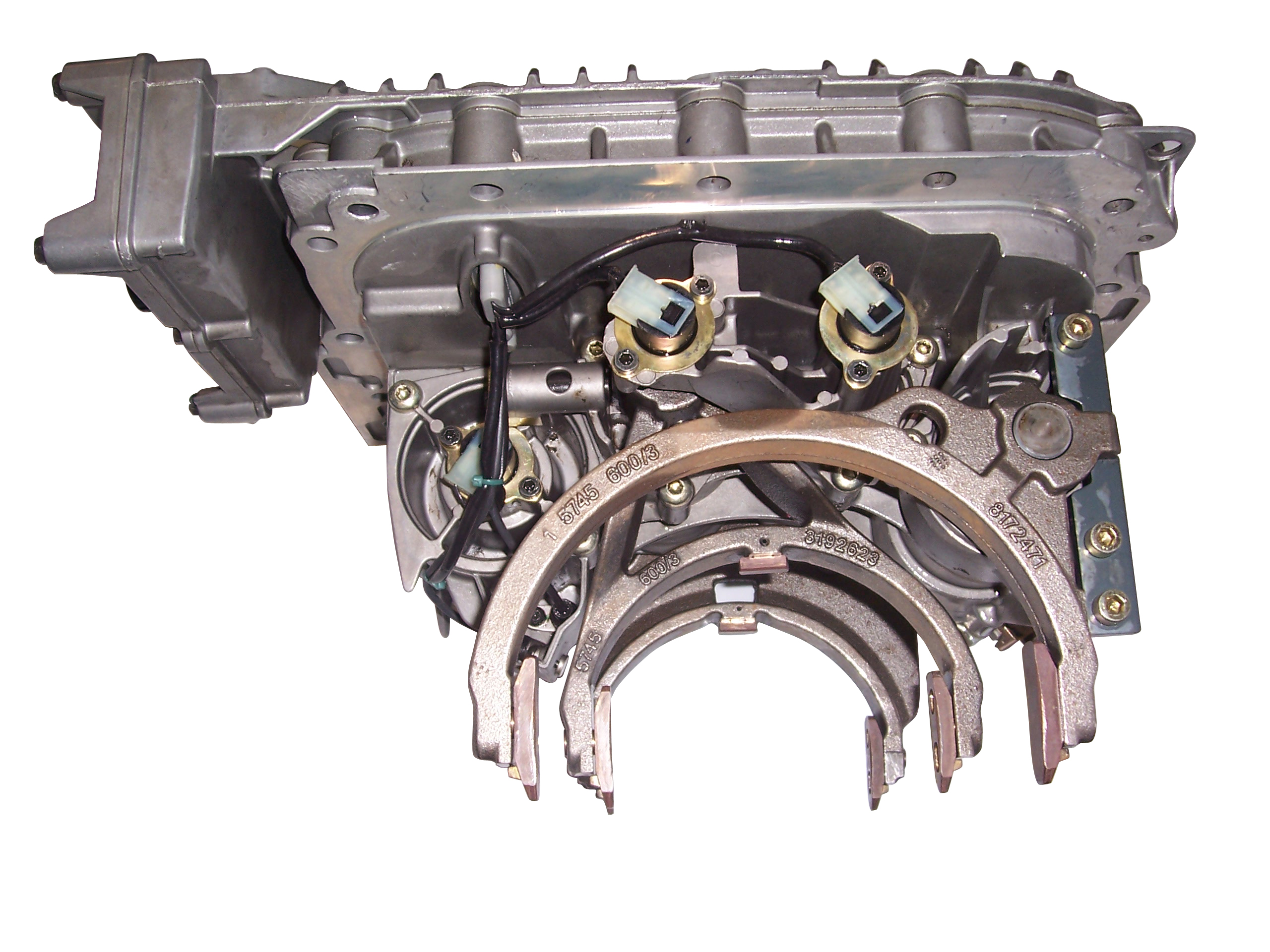
Sistema pneumàtic automatitzat per a vehicles pesants de mercaderies.

La unitat de control electrònic, mitjançant actuadors adequats, permet els moviments d’embragatge i la selecció / acoblament dels engranatges de forma autònoma. Aquesta unitat de control realitza el procés de despreniment de l'embragatge, el pas de la relació de transmissió i la posterior reposició de l'embragatge. Durant aquesta operació, es notifica a la unitat de control del motor, a través de la xarxa CANbus, que ignora la sol·licitud de parell motor del pedal de l’accelerador per tal de deixar caure els revolucions en els increments de marxa o per accelerar el motor en canvis descendents. efecte " doble ". L’acció dels moviments és generalment elèctrica o hidràulica. L’acció elèctrica sol tenir l’avantatge d’un menor pes i un menor cost mentre que l’acció hidràulica es caracteritza per una velocitat d’acció més elevada. Per exemple, molts cotxes esportius produïts per Ferrari i Maserati estan equipats amb l’acció hidràulica de Magneti Marelli, mentre que els cotxes Smart tenen actuadors elèctrics.
Normalment aquest tipus de caixes de canvis s’associen a un doble mode de funcionament: manual o automàtic. En mode completament automàtic, la unitat de control també s'encarrega de la decisió dels canvis de marxa. En mode manual, el conductor tria l'engranatge que es vol enganchar mitjançant una palanca similar a la tradicional o amb botons o paletes (paletes) col·locades al volant (argot anomenat "palanques").

## Difusió
La caixa de canvis robotitzada, en la seva versió actual, es va introduir a mitjans dels anys noranta. Molts fabricants d’automòbils l’han adoptat, per exemple Alfa Romeo, Ferrari, Citroën, Smart i altres. Normalment s’ofereix en versions especials de models existents amb caixa de canvis totalment manual per oferir als clients una sensació de major esportivitat simulant la conducció de monoplaces de Fórmula 1, així com una major practicitat, ja que el pedal de l'embragatge no està present.
La simplificació de la caixa de canvis robotitzada a la caixa de canvis automàtica està àmpliament difosa, fins i tot pels experts: en realitat, fins i tot si semblen superficialment dos modes similars (especialment per a l'usuari), tenen una estructura i un funcionament tecnològicament diferents.
Disseny
Les transmissions manuals automatitzades poden ser semiautomàtiques o completament automàtiques. Diversos sistema diferent per automatitzar l'embragatge i / o el pas s'han utilitzat en els últims anys, però generalment es faci servir un dels següents mètodes d'accionament per l'embragatge i / o el pas de: hidràulic o electro-hidràulic d'accionament, electromecànica, pneumàtica, electromagnètica, o fins i tot purament elèctrica mitjançant un motor elèctric.
El canvi d’engranatges, l’accionament de l'embragatge, el temps de canvi i la concordança de revolucions estan sota control automatitzat mitjançant els sensors electrònics, els ordinadors i els actuadors. En canviar de marxa, el conductor selecciona l'engranatge desitjat amb la palanca de canvi de la transmissió, mentre que els sensors i actuadors electrònics connectats a un TCU (ordinador de transmissió) o microprocessador accionaran automàticament l'embragatge i l’accelerador perquè coincideixin amb revolucions i tornar a engegar l'embragatge en mil·lisegons. La transferència de parell i potència a les rodes motores també es controlarà electrònicament. La majoria d’implementacions modernes d’aquesta transmissió funcionen en un mode seqüencial, on el conductor només pot pujar o baixar d’una marxa cada vegada. Tot i això, no és el cas de totes les transmissions modernes. Per exemple, la transmissió "SMG" de BMW i la transmissió "F1" de Ferrari poden saltar marxes tant en baixades com en pujades, en seleccionar les marxes manualment mitjançant els palanquers muntats al volant, com es veu a la majoria de transmissions modernes. Les transmissions manuals més antigues sense embragatge (majoritàriament anteriors a la dècada de 1990) conservaran els canvis de patró H, més la porta de canvis, i requeriran que el conductor seleccioni manualment les relacions de transmissió necessàries. L'embragatge, però, serà una unitat servo-controlada, connectada a diversos actuadors, un solenoide i uns sensors que controlen l'embragatge automàticament.
Un altre mitjà alternatiu d'automatització de l'embragatge és el sistema "embragatge per cable". El sistema utilitza generalment un actuador elèctric i sensors electrònics, que substitueixen la connexió d’embragatge mecànic o la connexió d’embragatge hidràulic, per controlar i controlar el posicionament de l'embragatge, substituint completament l'enllaç hidràulic entre l'embragatge mecànic i el propi pedal per un únic actuador electromecànic.
Depenent de la construcció i el disseny mecànics, algunes transmissions manuals automàtiques (sobretot modernes) canviaran de marxa automàticament als punts adequats (com una transmissió automàtica convencional), mentre que els manuals tradicionals semiautomàtics i sense embragatge requereixen que el conductor seleccioni manualment l'engranatge fins i tot quan el motor està en línia recta, ja que només automatitzen part de la transmissió (és a dir, l'embragatge) i no canviaran la marxa per si soles. Malgrat la semblança superficial, les transmissions manuals automatitzades difereixen significativament pel que fa al funcionament intern i la sensació del conductor respecte a una manumàtica, aquesta última és una transmissió automàtica (els automàtics utilitzen un convertidor de parell en lloc d’un embragatge com en un manual automatitzat) enllaç entre la transmissió i el motor) amb la possibilitat d’anul·lar l’ordinador de la transmissió automàtica i accionar els canvis manualment.

## Ús en turismes

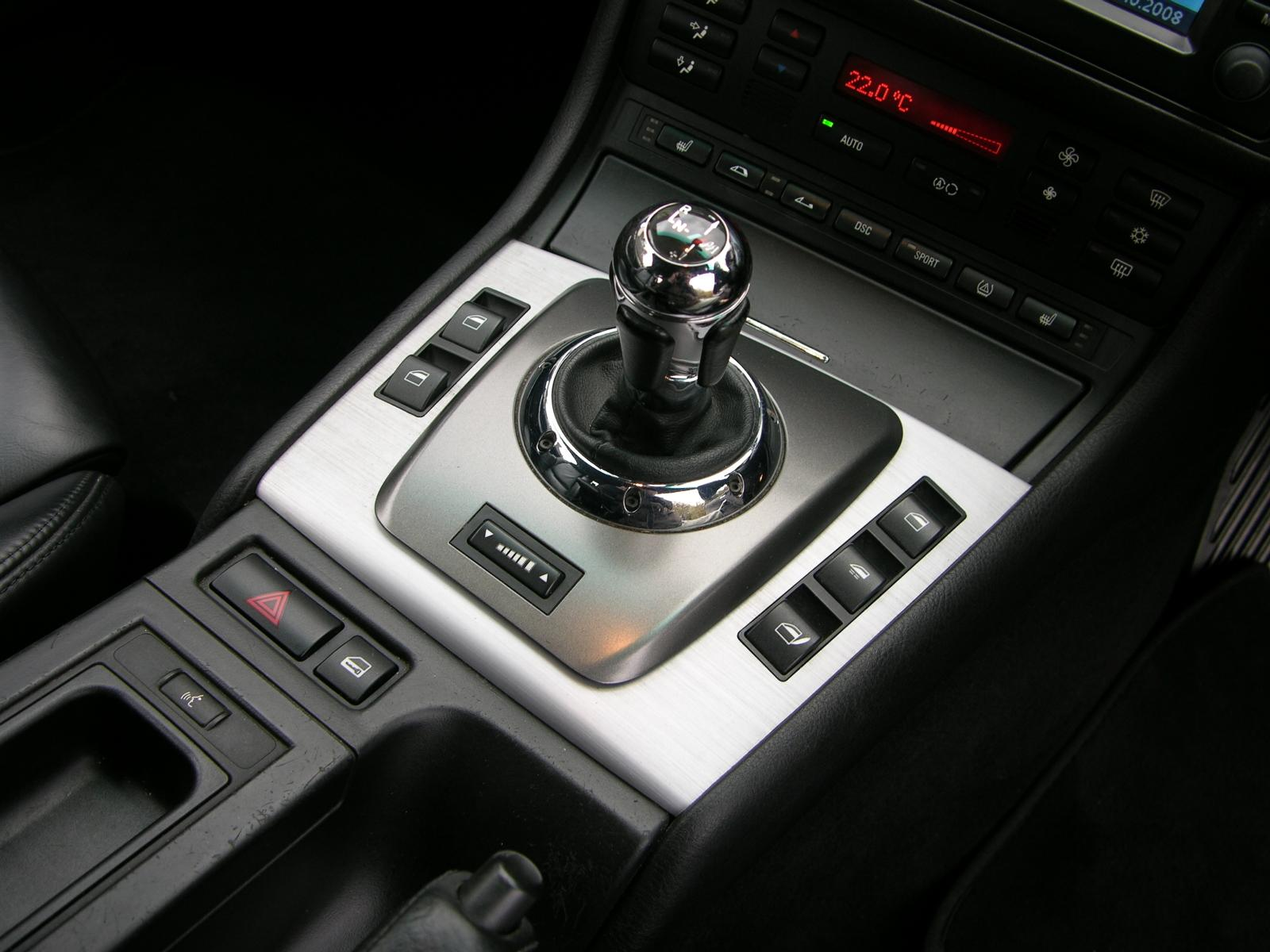
Palanca de canvis BMW SMG-II 2000-2006

La transmissió manual automatitzada té els seus orígens en les primeres transmissions manuals sense embragatge que van començar a aparèixer en cotxes de producció massiva als anys quaranta i cinquanta. Un primer exemple d'aquesta transmissió es va introduir amb el Hudson Commodore el 1942, anomenat Drive-Master. Aquesta unitat va ser una transmissió semiautomàtica primerenca, basada en el disseny d’una transmissió manual convencional que utilitzava un sistema d’embragatge accionat per buit servo-controlat, amb tres modes de canvi de marxa diferents, amb només tocar un botó; canvi manual i accionament manual d'embragatge (totalment manual), canvi manual amb accionament automàtic d'embragatge (semiautomàtic) i canvi automàtic amb accionament automàtic d'embragatge (totalment automàtic).
Un altre primer exemple és el Citroën DS de 1955, que utilitzava una transmissió de 4 velocitats "BVH". Aquesta transmissió semiautomàtica utilitzava un embragatge automatitzat, que es va accionar mitjançant hidràulica. La selecció d’engranatges també feia servir hidràulica, però, el conductor ha de seleccionar manualment la relació d’engranatges. La transmissió manual de 3 velocitats Renault Dauphine de 1956 estava disponible amb un embragatge automàtic Ferlec opcional, que utilitzava un sistema d’embragatge accionat electromagnèticament. Altres transmissions manuals sense embragatge van incloure el NSU Ro 80 del 1967 (Fichtel & Sachs de 3 velocitats) i el Porsche 911 del 1967 (Sportomatic de 4 velocitats), que utilitzaven embragatges accionats al buit i convertidors de parell hidràulics. El Volkswagen Beetle del 1968 i el Volkswagen Karmann Ghia van oferir una transmissió Autostick de 3 velocitats, que utilitzava un interruptor elèctric del canvi de velocitats connectat a un solenoide per accionar el servo d' embragatge de buit electro-pneumàtic.
El 1963, Renault va passar de l'embragatge automàtic a una transmissió Jager de 3 velocitats completament automàtica, que consistia en una unitat de control electromecànica que accionava l'embragatge i el canvi, convertint-lo efectivament en una de les primeres transmissions manuals automatitzades. La transmissió Jager es controlava mitjançant polsadors electrònics muntats en un tauler.
La transmissió automàtica Isuzu NAVi5 de 5 velocitats es va introduir a la berlina mitjana Isuzu Aska de 1984 (només es ven al mercat intern japonès). Aquesta transmissió, dissenyada originalment per a camions, es basava en una transmissió manual amb l’addició d’ actuadors hidràulics per a la palanca de canvis i l'embragatge. Les versions inicials no permetien la selecció directa de les relacions de transmissió, sinó que només permetien als conductors bloquejar marxes més altes (segons moltes transmissions automàtiques tradicionals). Les versions posteriors van afegir un mode manual, que permetia al conductor controlar la selecció de marxes.
Diverses empreses propietat de Fiat Sp A. van influir en el desenvolupament de transmissions manuals automatitzades. La implicació de Ferrari amb la transmissió manual automàtica va començar amb la transmissió semiautomàtica de pales de 7 velocitats que es va utilitzar al cotxe de carreres de la Fórmula 1 del Ferrari 640 de 1989. El 1992, el Ferrari Mondial T va introduir l’opció d’una transmissió semiautomàtica de 5 velocitats "Valeo". Aquesta transmissió utilitzava un actuador electromecànic per accionar automàticament l'embragatge mentre que el mecanisme de canvi de marxa era un canvi de patró estàndard que funcionava segons les transmissions normals. El 1997, el Ferrari F355 va estar disponible amb una transmissió de 6 velocitats "F1", que utilitza palanques situades darrere del volant o es pot conduir en un mode completament automàtic. Els successors del F355 van oferir transmissions similars, fins que la companyia va canviar a una transmissió de doble embragatge per al Ferrari 458 el 2009.

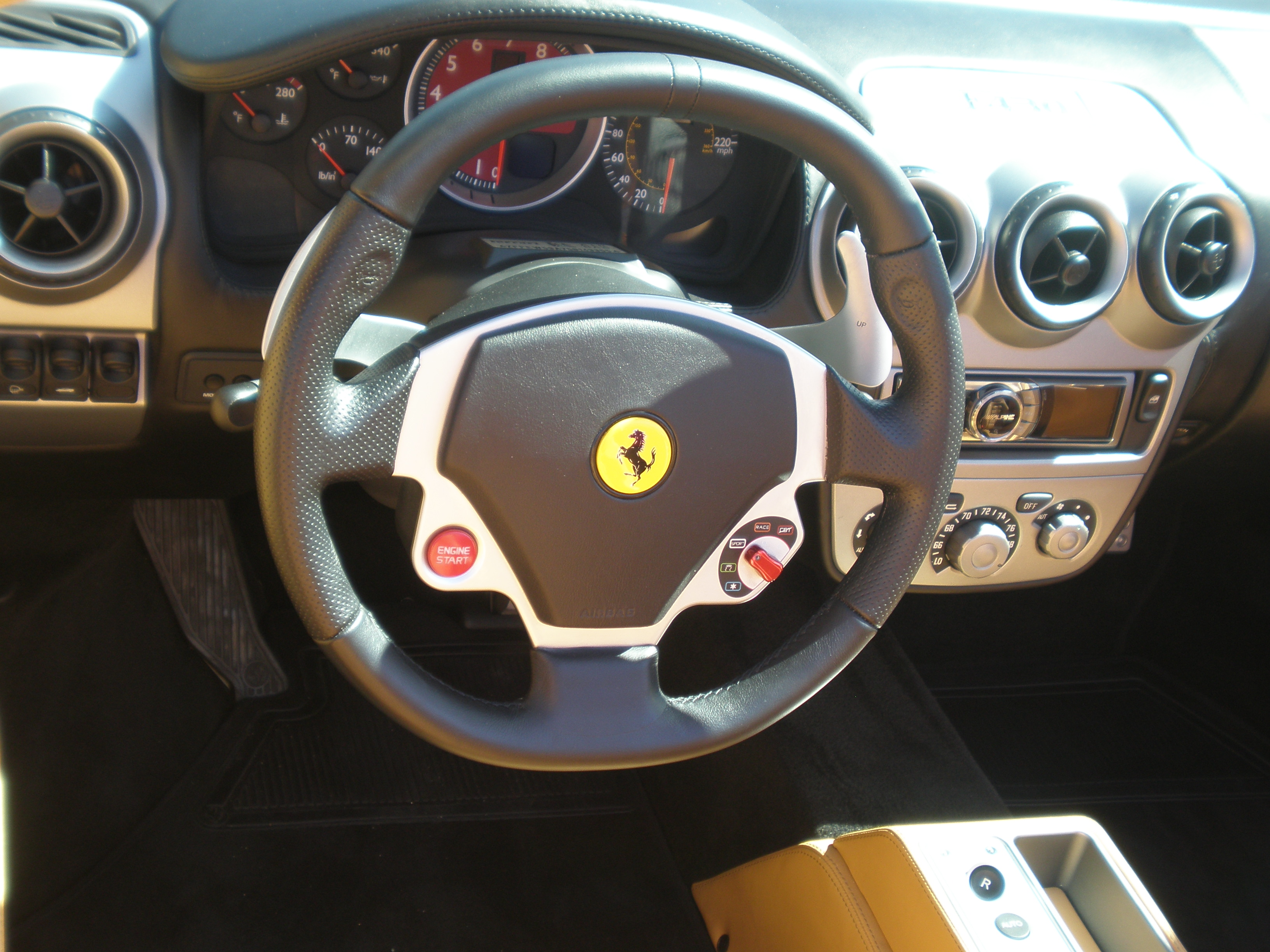
Volant Ferrari F430 F1 amb palanquers

L'empresa Alfa Romeo va introduir la transmissió automàtica de 5 velocitats Selespeed relacionada per a l’Alfa Romeo 156 el 1999. Després va ser presentada per Maserati el 2001 de la transmissió automàtica de 6 velocitats Cambiocorsa relacionada al Maserati Coupé. Selespeed també es va utilitzar en els models Fiat Punto i Stilo.
La implicació de BMW amb les transmissions manuals automàtiques va començar el 1993, quan es va oferir el "Shift-tronic" semiautomàtic de 6 velocitats a l' Alpina B12 coupé (basat en l'E31 850CSi). Mitjançant un embragatge automatitzat emparellat amb una palanca de canvis estàndard de patró H (segons el Ferrari Mondial T), la transmissió va ser subministrada per LuK i ajustada a menys de 40 cotxes. La producció massiva de transmissions manuals automatitzades va començar per a BMW el 1997 amb la introducció de la transmissió automàtica de 6 velocitats "SMG" al coupé BMW E36 M3. Tot i que el nom "SMG" era una abreviatura de "Caixa de canvis manual seqüencial", la transmissió interna era segons una transmissió manual típica (equipada amb sincronització), no una transmissió manual seqüencial real. El SMG va ser substituït pel SMG-II quan es va introduir l'E46 M3 el 2000. L’última AMT de BMW (abans de ser substituïda per una transmissió de doble embragatge) va ser el SMG-III de 7 velocitats utilitzat al BMW E60 M5 2004-2010 i el BMW E63 M6 relacionat. El SMG-III podria aconseguir un temps de canvi de 65 mil·lisegons en el seu mode més agressiu
Del 2002 al 2007, el Toyota MR2 (3a generació) va estar disponible amb una transmissió manual automatitzada de 6 velocitats "SMT". El sistema SMT utilitzava un sistema d’activació electrohidràulica tant per a l'embragatge com per al canvi, però no hi havia canvis de patró H com en la transmissió estàndard. En canvi, hi havia una palanca de canvis que es podia tirar i empènyer cap endavant o cap enrere per pujar i baixar, així com l’addició de botons de canvi electrònics muntats al volant.
Les marques del grup Volkswagen solen utilitzar transmissions de doble embragatge en lloc de transmissions manuals automàtiques, tot i que es va introduir una transmissió manual automàtica de 6 velocitats "E-gear" per al Lamborghini Murciélago de 2004. i Lamborghini Gallardo. L'equip d'engranatges E es va utilitzar en els successors del Murciélago i el Gallardo, i també estava disponible a l' Audi R8 (tipus 42) 2007-2012, comercialitzat com a transmissió "R-tronic".

### Aplicacions
| Any sortida | Fabricant         | Nom Transmissió                           | Model(s)                                                          |
| ----------- | ----------------- | ----------------------------------------- | ----------------------------------------------------------------- |
| 1996        | Alfa Romeo        | Selespeed                                 | 156, 147, GT, 159, Brera, Spider                                  |
| 2007        | Alfa Romeo        | Q-Select                                  | 8C Competizione / 8C Spider                                       |
| 2001        | Aston Martin      | SSM                                       | Vanquish                                                          |
| 2005        | Aston Martin      | Sportshift                                | Vantage (2005)                                                    |
| 2009        | Aston Martin      | -                                         | One-77                                                            |
| 2020        | Aston Martin      | -                                         | Valkyrie                                                          |
| 1999        | Audi              | -                                         | A2                                                                |
| 2006        | Audi              | R-Tronic                                  | R8 (Type 42)                                                      |
| 1997        | BMW               | SMG                                       | E36 M3                                                            |
| 2000        | BMW               | SMG-II                                    | E46 M3, E46 3 Series, E85 Z4, E60 5 Series, E63 6 Series          |
| 2004        | BMW               | SMG-III                                   | E60 M5, E63 M6                                                    |
| 2003        | Chery             | -                                         | QQ3,                                                              |
| 2009        | Chery             | -                                         | M1                                                                |
| 1955        | Citroën           | BVH                                       | DS                                                                |
| 1976        | Citroën           | C-Matic                                   | CX, GS                                                            |
| 2004        | Citroën           | EGS                                       | C1, C4                                                            |
| 2003        | Citroën           | Sensodrive                                | C2, C3                                                            |
| 2011        | Citroën           | -                                         | DS5                                                               |
| 2016        | Citroën           | -                                         | C6 (China)                                                        |
| 2015        | Dacia             | Easy-R                                    | Logan, Sandero, Duster                                            |
| 2017        | Dallara           | -                                         | Stradale                                                          |
| 1993        | Fiat              | Selespeed                                 | Punto, Stilo, Grande Punto                                        |
| 1995        | Fiat              | Dualogic                                  | Bravo, Idea, Palio, Punto, Siena, Uno, Panda, 500L, Doblò, Linea  |
| 1997        | Fiat              | Citymatic                                 | Seicento                                                          |
| 2007        | Fiat              | Comfort-Matic                             | Fiorino                                                           |
| 2018        | Fiat              | GSR                                       | Argo, Cronos, Mobi                                                |
| 1988        | Ferrari           | Valeo                                     | Mondial T                                                         |
| 1994        | Ferrari           | F1                                        | 355 F1, 360, 575M Maranello, Enzo, 612 Scaglietti, F430, FXX, 599 |
| 2004        | Ford Europe       | Durashift "Electronic Shift Transmission" | Fusion, Fiesta, Transit                                           |
| 2010        | Honda             | I-SHIFT                                   | Civic, Jazz                                                       |
| 1942        | Hudson            | Drive-Master                              | Commodore                                                         |
| 1950        | Hudson            | Supermatic                                | Commodore                                                         |
| 2019        | Hyundai           | AMT                                       | i10, Aura, Santro                                                 |
| 2020        | Hyundai           | iMT                                       | Venue, i20                                                        |
| 1984        | Isuzu             | NAVi5                                     | Aska, Gemini                                                      |
| 2020        | Kia               | iMT                                       | Sonet                                                             |
| 2007        | LADA (AvtoVAZ)    | -                                         | Priora                                                            |
| 2015        | LADA (AvtoVAZ)    | -                                         | Xray, Vesta                                                       |
| 2004        | Lamborghini       | E-gear                                    | Murciélago, Gallardo, Reventón, Sesto Elemento                    |
| 2011        | Lamborghini       | ISR                                       | Aventador, Veneno, Centenario, Sián                               |
| 2004        | Lancia            | DFN                                       | Musa, Ypsilon                                                     |
| 2004        | Maxus (LDV)       | -                                         | Maxus V80, Maxus V90                                              |
| 2010        | Lexus             | ASG                                       | LFA                                                               |
| 2015        | Mahindra          | Autoshift                                 | TUV300                                                            |
| 2019        | Mahindra          | -                                         | XUV300                                                            |
| 2001        | Maserati          | Cambiocorsa                               | Coupé and Spyder, MC12                                            |
| 2003        | Maserati          | DuoSelect                                 | Quattroporte V                                                    |
| 2007        | Maserati          | MC-Shift                                  | GranTurismo                                                       |
| 1997        | Mercedes-Benz     | -                                         | A-Class                                                           |
| 2021        | Mercedes-AMG      | -                                         | ONE                                                               |
| 2004        | Mitsubishi        | AllShift                                  | Colt                                                              |
| 1967        | NSU               | -                                         | Ro 80                                                             |
| 1999        | Pagani            | -                                         | Zonda                                                             |
| 2012        | Pagani            | -                                         | Huayra                                                            |
| 2005        | Peugeot           | 2-Tronic                                  | 107, 1007                                                         |
| 2014        | Polaris           | AutoDrive                                 | Slingshot                                                         |
| 1967        | Porsche           | Sportomatic                               | 911                                                               |
| 2005        | Proton            | AMT                                       | Savvy                                                             |
| 1956        | Renault           | -                                         | Dauphine                                                          |
| 2001        | Renault           | Quickshift                                | Modus, Twingo                                                     |
| 2015        | Renault           | Easy-R                                    | Kwid, Symbol III, Triber                                          |
| 1994        | Saab              | Sensonic                                  | 900 NG                                                            |
| 2012        | SEAT              | ASG                                       | Mii                                                               |
| 2011        | ŠKODA             | ASG                                       | Citigo                                                            |
| 1998        | Smart             | Softouch                                  | Fortwo, Forfour, Roadster                                         |
| 2013        | Spania            | -                                         | GTA Spano                                                         |
| 2004        | SSC North America | -                                         | Ultimate Aero                                                     |
| 2020        | SSC North America | -                                         | Tuatara                                                           |
| 2014        | Suzuki            | AGS                                       | Celerio                                                           |
| 2017        | Suzuki            | AGS                                       | Swift Dzire, Ignis                                                |
| 2004        | Suzuki            | -                                         | Swift                                                             |
| 2014        | Suzuki            | -                                         | Alto                                                              |
| 2008        | Tata Motors       | Easy Shift                                | Nano                                                              |
| 2017        | Tata Motors       | Hyprdrive SSG                             | Nexon, Tiago, Tigor                                               |
| 1999        | Toyota            | SMT                                       | MR2 (W30)                                                         |
| 2005        | Toyota            | MMT                                       | Aygo, Yaris, Corolla, Corolla Verso, Mark X, Auris                |
| 1965        | VEB Sachsenring   | Hycomat                                   | Trabant 601                                                       |
| 2004        | Opel/Vauxhall     | Easytronic                                | Corsa, Tigra, Meriva, Astra, Zafira, Vectra, Adam                 |
| 1968        | Volkswagen        | Autostick                                 | Beetle, Karmann Ghia                                              |
| 1998        | Volkswagen        | -                                         | Lupo                                                              |
| 2009        | Volkswagen        | I-Motion                                  | Gol, Voyage                                                       |
| 2011        | Volkswagen        | ASG                                       | Up, Fox                                                           |
| 2009        | Zenvo             | -                                         | ST1                                                               |

## Ús en camions
- Volvo I-Shift : transmissió manual automatitzada; introduït el 2001 i utilitzat en camions i autobusos. Aquest sistema és un complement per a la transmissió manual no sincronitzada convencional.[67]
- ZF AS Tronic : transmissió manual automatitzada; introduït el 2003 i utilitzat en camions, autobusos i autocars.
- Eaton AutoShift : introduït a principis de la dècada de 2000 com a complement de la transmissió manual tradicional no sincronitzada per a camions pesats.[68]
- Mack mDRIVE i mDRIVE HD : transmissió manual automatitzada amb sincronitzadors; introduït el 2010, i s'utilitza en Mack semi-camions .
- Renault Optidriver : una transmissió manual automatitzada; introduït el 2004 i utilitzat en semicamions comercials pesats Renault.
- Daimler Trucks DT12 : transmissió manual automatitzada; introduït el 2012 i utilitzat al semicamió Freightliner Cascadia i a la línia Western Star 49X de camions semi, grues i dúmpers comercials.
- Mercedes-Benz Powershift: A no síncron transmissió manual automatitzada, utilitzat en semi-camions Mercedes-Benz de servei pesat
- UD Trucks ESCOT : un complement per a transmissió manual no sincronitzada i sincronitzada; introduït el 1995. S’han fet sis versions diferents d’aquesta transmissió: ESCOT, ESCOT-II, ESCOT-III, ESCOT-IV, ESCOT-V i ESCOT-VI. S'utilitza a la gamma de vehicles comercials d'UD Trucks.[69][70]

## Avantatges i inconvenients
Entre els avantatges hi ha:
- Més pràctic i fàcil d’aprendre que les caixes de canvis manuals
- Major rendibilitat en comparació amb les caixes de canvi automàtiques tradicionals amb convertidor de parell, principalment pel fet que la major part de la mecànica es comparteix amb les caixes de canvi manuals, ja produïdes en sèries grans.
- Funcionament similar a una caixa de canvis manual tradicional ja que no hi ha relliscades típiques de les transmissions automàtiques amb convertidor de parell o les fluctuacions de la velocitat del motor de la caixa de canvis continu (CVT).

Entre els desavantatges hi ha:
- Menys fiabilitat que la caixa de canvis manual sense components electrònics ni actuadors.
- Cost més elevat que una transmissió manual.
- Interrupció del parell motriu transmès durant la fase de canvi de marxa. Per a molts conductors, el funcionament de la caixa de canvis robotitzada resulta molest quan la interrupció del parell es controla automàticament mitjançant la lògica de control, mentre que és completament normal quan ells mateixos deixen anar l’accelerador per dur a terme la maniobra de canvi de marxa amb la caixa de canvis manual. Aquest fenomen s’accentua a mesura que augmenta el parell transmès a les rodes motrius, per tant augmenta amb la potència del motor i és màxim en els canvis de marxa del primer i segon amb el pedal de l’accelerador pressionat al màxim. Per superar aquest fenomen, els dissenyadors proposen diversos tipus de modificacions a la transmissió i el major èxit l’ha obtingut la caixa de canvis de doble embragatge en què els engranatges parells i senars estan engranats en un eix principal diferent i connectats a cadascun dels dos embragatges. La lògica de gestió fa funcionar l'engranatge superior amb antelació i el canvi d’engranatges es realitza simplement desencadenant un embragatge i engranant l’altre alhora. Tot passa en un temps més curt i amb major fluïdesa.

Temes opinables:
- Consum, l'eficiència mecànica és idèntica a la caixa de canvis manual i les diferències estan relacionades amb la lògica de selecció automàtica de marxes. Els fabricants solen implementar un mode econòmic i seleccionable que afavoreix l’ús d’engranatges llargs. Un conductor expert i atent és capaç d’obtenir un millor consum de combustible amb una caixa de canvis manual o amb un robotitzat en mode manual, mentre que el mode automàtic canvia de marxa segons una lògica que té en compte l'eficiència, cosa que resulta per a la majoria de la gent, molt més aparcament. condicions de consum.
- El mateix passa amb el rendiment de l’acceleració: un bon conductor pot desplaçar-se fàcilment més ràpidament i, sobretot, trencar-se des d’un punt mort amb una transmissió manual, tot i que porta l'embragatge i els sincronitzadors. El robotitzat (com l’automàtic), en canvi, permet a tothom obtenir un rendiment d’acceleració lleugerament inferior, simplement prement l’accelerador a la tauleta i amb un respecte raonable per la mecànica.